# Andrew Achari
Andrew Achari (28 februari 1973) is een voetbalscheidsrechter uit Fiji.
Achari werd een FIFA-scheidsrechter in 2005. Hij floot wedstrijden in het kwalificatietoernooi voor het Wereldkampioenschap voetbal 2010 en 2014. Ook was hij actief bij Wereldkampioenschappen voetbal onder 17.